# Crûme
La Crûme est un affluent de la Sèvre Nantaise, dans laquelle elle conflue à Tiffauges (Vendée).

## Géographie
De 22,7 km de longueur, la Crûme prend source sur la commune de Chambretaud à 129 m d'altitude.
La Crûme conflue en rive gauche de la Sèvre nantaise, sur la commune de Tiffauges à 45 m d'altitude.